# سیمیون پلتافسکی

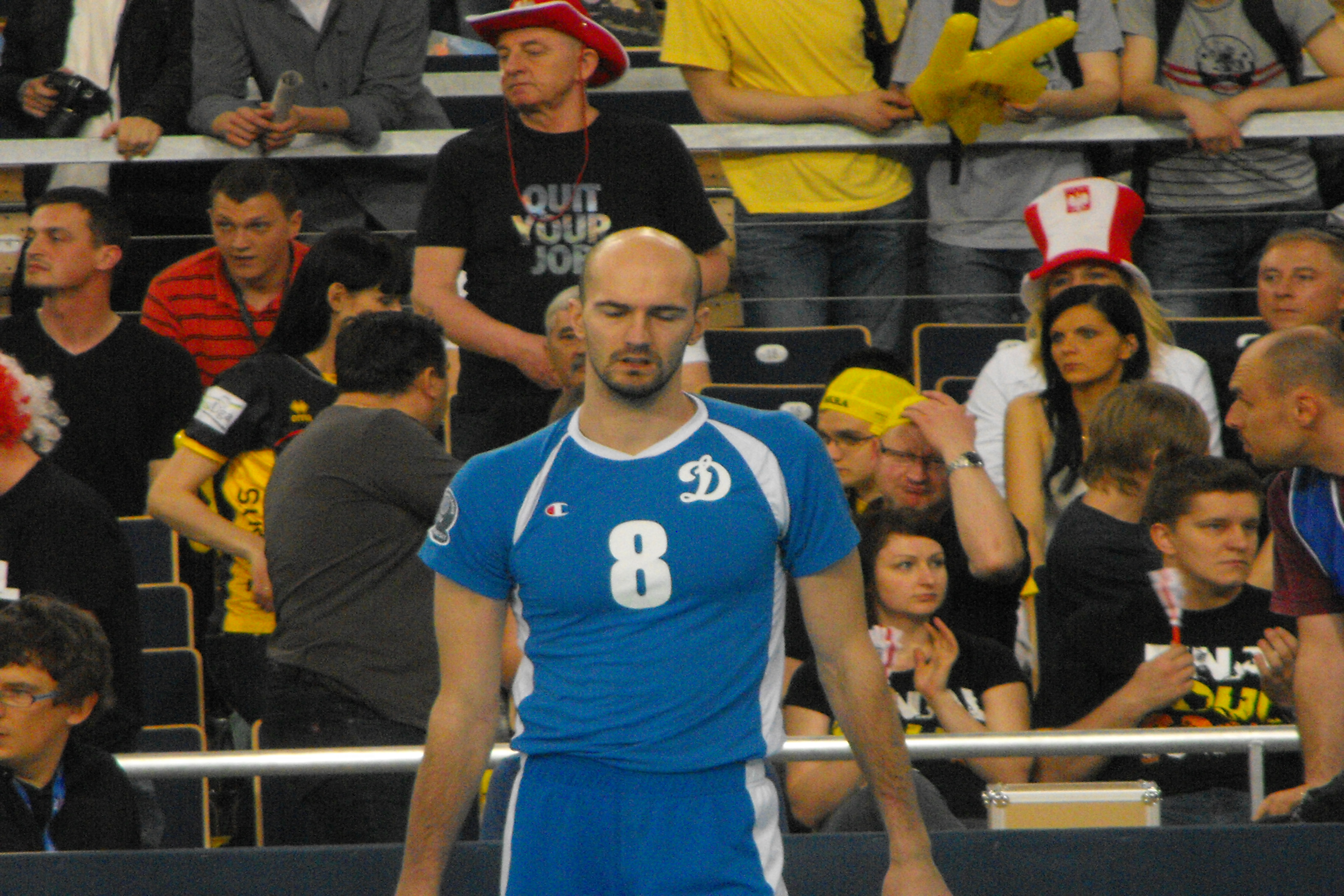

سیمیون ولادیمیرویچ پلتافسکی (به روسی: Семён Владимирович Полтавский) (زاده ۱۱ آوریل ۱۹۸۱ در اودسا) بازیکن والیبال اهل روسیه که از سال ۲۰۰۳ تا ۲۰۱۰ عضو تیم ملی والیبال روسیه بود. او به همراه تیم ملی روسیه مدال برنز المپیک ۲۰۰۸، مدال نقره جام جهانی ۲۰۰۷ و مدال نقره قهرمانی اروپا ۲۰۰۷ را به دست آورد. او در رده باشگاهی نیز سه قهرمانی در سوپر لیگ روسیه به همراه دینامو مسکو به دست آورده‌است. در سال ۲۰۰۸ نیز به او نشان افتخاری استاد ورزش روسیه داده شد.

## افتخارات

### جوایز فردی
- امتیازآورترین بازیکن لیگ جهانی ۲۰۰۷
- بهترین سرویس زن لیگ جهانی ۲۰۰۷
- با ارزش‌ترین بازیکن قهرمانی اروپا ۲۰۰۷
- بهترین سرویس قهرمانی اروپا ۲۰۰۷
- بهترین سرویس زن جام جهانی ۲۰۰۷
- برنده جایزه آندری کوزنتسوف ۲۰۱۱